# Кастильоне-Тинелла
Кастильоне-Тинелла (итал. Castiglione Tinella) — коммуна в Италии, располагается в регионе Пьемонт, в провинции Кунео.
Население составляет 842 человека (2008 г.), плотность населения составляет 70 чел./км². Занимает площадь 12 км². Почтовый индекс — 12053. Телефонный код — 0141.
Покровителем коммуны почитается Луиджи Гонзага, празднование — 21 июня.

## Демография
Динамика населения:

## Администрация коммуны
- Официальный сайт: http://www.comunecastiglionetinella.it Архивная копия от 21 сентября 2009 на Wayback Machine